# 保科正静
保科 正静（ほしな まさやす、承応2年9月2日（1653年10月23日）  - 正徳2年5月7日（1712年6月10日））は、江戸時代中期の江戸幕府旗本寄合席。飯野藩主家分家の旗本保科家第2代当主。諱は正豊、正峯、正静。通称は巳之助、主税。父は保科正英。兄は小出英勝。正室は松平信重（藤井松平家）の娘。養子は保科正純（岡部勝政の子、淡路守）、養女は保科正純の妻（沼間清氏の娘）。使番や先手弓頭などを勤める。

## 生涯
父の正英は但馬国出石藩主小出吉重（修理亮）の弟にあたり、兄の英勝は小出吉英の養子となっている。このせいか、使番や先手弓頭時代に刊行された武鑑では「父　小出修理」と掲載されてしまっている。
寛文7年（1667年）閏2月21日に徳川家綱に初御目見をし、延宝3年（1675年）12月14日に父の隠居を受けて、家督と安房国長狭郡のうち2000石の知行を相続する。
天和2年（1682年）3月29日に使番となり、4月21日に上総国・上野国・下野国で500石加増される。また、同年6月18日に酒井忠真が若年で庄内藩主に就任したために国目付として庄内藩に派遣された。
貞享2年（1685年）2月15日、目付代として筑紫茂門とともに当時天領であった越後高田城に派遣されている。
元禄3年（1690年）5月11日に端午の朝賀で江戸城大広間に出勤した際に、表坊主への監督に不行届きがあったため、8月13日まで将軍徳川綱吉への拝謁が止められる。元禄4年（1691年）刊行の須原屋蔵板武鑑において、使番衆に「父　小出修理　二千五百石　保科主税　やしき　びぜん丁」との記載がある。
元禄9年（1696年）に知行を蔵米に切り替えたが、元禄10年7月26日（1697年9月12日）に荻原重秀主導で行われた元禄地方直により知行を上野国群馬郡・吾妻郡2500石に改められる。以降明治維新まで知行地に変動はなかった。また翌元禄11年（1698年）に吾妻郡伊勢町（現在の中之条町）に役所を置き、根岸家を代官とした。
その後は日光山の目付代をたびたび勤めたほか、元禄14年（1701年）8月28日に先手弓頭に就任する。宝永元年（1704年）刊行の須原屋蔵板武鑑での惣弓頭と宝永7年（1710年）刊行の須藤権兵衛蔵板武鑑の先手弓頭に「父　小出修理　　二千五百石　保科主税　とらの御門の内」の記載が見える。　
正徳2年（1712年）死去。享年60。法名は宗簾。墓所は麻布の天眞寺。　